# 成田用水工事事業者連続放火事件
成田用水工事事業者連続放火事件（なりたようすいこうじじぎょうしゃれんぞくほうかじけん）とは、1984年10月1日未明に発生した革命的共産主義者同盟全国委員会（中核派）による放火テロ事件。

## 事件の概要
新東京国際空港建設（現・成田国際空港）の見返りとして、空港に隣接する芝山町菱田地区で成田用水の建設工事が9月25日から着工していたが、空港建設反対派や支援の新左翼セクトはこの工事についても「空港二期工事に直結する」として反対し、警備陣との緊張状態が続いていた。
10月1日未明、工事の請負業者である植田建設会社の佐原市（現・香取市）にある社長宅と、その下請け業者である小貫組の下総町（現・成田市）にある作業小屋が連続放火され、社長宅の火災では隣接の民家2軒も巻き添えで一部を喪失した。放火現場は住宅密集地にあり更に延焼する危険があった。
事件現場からは乾電池・リード線・ガソリン入りのプラスチックタンク等が見つかり、時限式発火装置による放火と推定された。
植田建設は9月10日未明にも事務所の窓ガラスが割られてバキュームカーのし尿を流し込まれたり、9月13日朝に重機2台の運転台から時限式発火装置が見つかるなどの嫌がらせを受けていた。他の工事受注業者も放火等の嫌がらせを受けており、佐原警察署（現・香取警察署）では連日事務所のパトロールを行っていたが、社長宅については自主警備に任せていた。同社は工事が完了するまでの半年の間、合計９回も過激派による被害を受けた。

## 犯行声明
中核派を名乗る男から「火炎攻撃を敢行した」と東京都内の一部報道機関に犯行を認める電話があった。
三里塚芝山連合空港反対同盟北原派を支援する中核派は、成田用水反対を強行に唱えていた。

## 事件の影響・反応
事件現場の近隣住民は「空港を作るのはもう決まってしまったことだ。反対する気持ちも分からぬ訳ではないが、空港に関係ない人が被害を受けるのはまっぴらだ」とインタビューに答えている。
千葉県警察は更なるゲリラ事件や反対派農民の妨害に備えて、成田用水工事の現場周辺に1,500人の機動隊を配置して警戒を行った。